# چهارضلعی محاطی

نمونه‌هایی از چهارضلعی‌های محاطی

چهارضلعی محاطی به چهارضلعیای گفته می‌شود که رأس‌هایش بتوانند بر روی محیط یک دایره قرار بگیرند. می‌توان اثبات کرد که کلیهٔ ذوزنقه‌های متساوی‌الساقین و مستطیل‌ها، چهارضلعی محاطی هستند. این چهار ضلعی‌ها دارای ۵ ویژگی اصلی هستند که با اثبات درستی فقط یکی از آنها، محاطی بودن چهارضلعی نتیجه می‌شود.